# Leo Sager
Leo Magnus Johan Sager, född 28 juni 1889 i Paris, Frankrike, död 19 maj 1948 i Sandhems församling, Skaraborgs län, var en svensk diplomat och bruksägare. 

## Biografi
Sager var legationsråd under medlingen i det andra italiensk-abessinska kriget 1935. Sager ärvde av sin far Robert Sager Margreteholm och Ryfors bruk i Västergötland samt Sagerska huset i Stockholm.
Leo Sager gifte sig 1922 med Vera Brunner (1895–1988); paret fick inte några barn. Sager testamenterade Sagerska huset till Katolska kyrkan med förbehållet att hustrun Vera skulle få bo kvar till sin död. Året efter hennes död såldes huset till svenska staten i syfte att omvandlas till permanent statsministerbostad.